# 陈焕镛
陈焕镛（1890年7月12日—1971年1月18日），字文农，号韶钟，广东新会（今江門市蓬江區潮連島）人，生于香港。植物学家，中国植物学奠基人之一。

## 生平
早年丧父。1909年赴美国求学。1913～1919年就读于哈佛大学，获得林学硕士学位。
1919年回国后，受哈佛大学的委托，赴海南岛五指山采集植物。从1920年开始陈焕镛先后在金陵大学、国立东南大学、国立中山大学及广西大学任教授。他在国立中山大学和广西大学分别创立了农林植物研究所和经济植物研究所，同时兼任两所所长。1933年，陈焕镛与钱崇澍、胡先骕等共同创立了中国植物学会。
1954年中国科学院接收了中山大学植物研究所和广西大学经济植物研究所，并分别改名为华南植物研究所和华南植物研究所广西分所，陈焕镛继续担任两所所长。1954年，当选第一届全国人民代表大会代表。1955年6月被聘为中国科学院生物学地学部（后为生物学部）学部委员。1956年陈焕镛等创立了华南植物园和鼎湖山树木园（今鼎湖山国家级自然保护区），两者都隶属于华南植物研究所。

## 家庭
父亲为清朝驻古巴总领事陈蔼亭，母亲为西班牙裔古巴人。

## 学术贡献
陈焕镛是中国近代植物分类学的奠基人，一生發表科学论著40篇（部）以上，植物新属10个，新种100个以上。其中包括他与匡可任共同定名的银杉属，轰动植物学界，是中华人民共和国成立后第一次发现的松杉类植物的特有种。